# 西奧多·雅克布斯·弗里林海森
西奧多·雅克布斯·弗里林海森（Theodore Jacobus Frelinghuysen，1691—1747），是德裔美籍的荷蘭改革宗神學家，十八世紀美國「大覺醒運動」中的重要人物。

## 生平
西奧多·雅克布斯·弗里林海森出生在東弗里西亞的林根，1717年畢業於林根大學，1715年被任命為德國改革教會的牧師。弗里林海森受德國敬虔運動的影響，特別看重信仰經歷中人的內在情感與上帝的互動。後來他在德国東弗里斯蘭省的洛古默沃爾維克（Loegumer Voorwerk）擔任部長，又與荷蘭恩克森省（Enkhuizen）的一所拉丁學校的校長成為合作夥伴，拥有较高的政治宗教影响力。
1719年6月，弗里林海森接受了來自美国新澤西州改革宗教會的職務邀请後，於1720年1月抵達美國牧會。大約在1722年結婚，並有七個孩子：五個兒子成為牧師、兩個女兒也都嫁給了牧師，他的後代大多在美國歷史上成為了有聲望的神學家和政治家。 弗里林海森積極推動改革宗信仰，直到他1747年去世，其遗体被安葬在新澤西州北布朗斯維克的榆樹嶺公墓。

## 主張和影響
弗里林海森重視海德堡教理的忠誠，強調虔誠、悔改、認罪，持守嚴格的道德標準。他被看作是一位雄辯的傳道人，反對漠不關心和空虛的形式主義。
在美國第一次大覺醒運動期間，弗里林海森訓練年輕人成為神職人員，經常在未經允許的情況下按立聖職。他對福音的熱情和自主行動幫助荷蘭歸正教會在北美中部殖民地的建立打下了基礎。大覺醒運動到1740年達到巔峰，北安普敦再度成為中心。弗里林海森於1740年九月到達新英格蘭，那是他第二次訪問美洲，開始一個為期六週的佈道旅行，使美洲殖民地出現了较大规模的覺醒運動。
弗里林海森努力為殖民地拓展教會，他將自己的事工扎根於宗教改革，将教會不斷地进行在地化運動。弗里林海森構思出新的教會，该构思既沒有遵循荷蘭為荷蘭設計的語言、風格和禮儀傳統，也沒有受到阿姆斯特丹正統規定的形式主義的限制。弗里林海森在美國創辦的第一間神學院設立在新澤西州，是今天羅格斯大學的前身。